# قرار مجلس الأمن التابع للأمم المتحدة رقم 925
قرار مجلس الأمن التابع للأمم المتحدة 925 ، المتخذ بالإجماع في 8 حزيران / يونيو 1994، بعد إعادة التأكيد على جميع القرارات المتعلقة بالحالة في رواندا، ولا سيما القرارات 912 (1994)، 918 (1994) و868 (1993) بشأن سلامة حفظة السلام التابعين للأمم المتحدة، نشر المجلس كتائب إضافية ومدد ولاية بعثة الأمم المتحدة لمساعدة رواندا حتى 9 كانون الأول / ديسمبر 1994.

## أعمال
وأيد المجلس توصيات الأمين العام بطرس بطرس غالي بشأن نشر البعثة الموسعة، ولا سيما:
(أ) نشر كتيبتين للمرحلة الثانية بالتزامن مع المرحلة الأولى؛
(ب) الاستعدادات العاجلة لنشر كتيبتين للمرحلة الثالثة؛
(ج) التنفيذ المرن لجميع المراحل الثلاث.
وبعد تمديد ولاية بعثة الأمم المتحدة لتقديم المساعدة إلى رواندا في التوسط من أجل وقف إطلاق النار، أكد المجلس من جديد أنه ينبغي لبعثة الأمم المتحدة لتقديم المساعدة إلى رواندا:
(أ) المساهمة في أمن اللاجئين والمشردين؛
(ب) توفير الأمن للعاملين في المجال الإنساني وعمليات التسليم.
وتم الاعتراف بأن البعثة قد تتطلب اتخاذ إجراءات للدفاع عن النفس ضد الأشخاص الذين يهددون المواقع المحمية والسكان والعاملين في المجال الإنساني. كانت البعثة تهدف إلى تسريع توفير القوات والمعدات الإضافية، ودعم المقرر الخاص والتعاون معه.
وطالب المجلس جميع الأطراف بوقف الأعمال العدائية والقتل والتحريض على الكراهية العرقية في وسائل الإعلام الحكومية والاتفاق على وقف إطلاق النار. وقد كفل الطرفان أنهما سيتعاونان مع بعثة الأمم المتحدة لتقديم المساعدة إلى رواندا، لا سيما أنه كان من الضروري ضمان أمن جميع موظفي البعثة.
ورحب باعتزام الأمين العام إنشاء صندوق لرواندا. وكان من المقرر متابعة الحالة في رواندا ودور بعثة الأمم المتحدة لتقديم المساعدة إلى رواندا باستمرار، مع مطالبة الأمين العام بتقديم تقرير إلى المجلس في موعد أقصاه 9 آب / أغسطس و 9 تشرين الأول / أكتوبر 1994 عن التقدم المحرز في البعثة، والحالة الأمنية للسكان، الوضع الإنساني وآفاق وقف إطلاق النار والمصالحة.

## روابط خارجية
- نص القرار في undocs.org